# Le Cheval bondissant
Le Cheval bondissant (anglais : The Leaping Horse) est une peinture de paysage réalisée en 1825 par l'artiste britannique John Constable. Il dépeint une scène sur la rivière Stour dans le  « Constable Country ». Un cheval de trait tirant une barge est représenté en train de sauter par-dessus une barrière canadienne érigée pour empêcher le bétail d'errer. Le tableau est une des 6 toiles de grand format appelées « six footers » qu'il produisit à partir de 1819, et qui comprend notamment son célèbre tableau La Charrette de Foin.
Il a été exposé à l'Exposition d'été de la Royal Academy of Arts de 1825 sous le simple titre de Paysage. Il fait partie de la collection de la Royal Academy, qui l'a acquis en 1889. Une étude préparatoire grandeur nature du tableau se trouve au Victoria and Albert Museum.